# Crossotelos
Crossotelos annulatus
Genre
Espèce
Crossotelos est un genre fossile de lépospondyles nectridiens de la famille des Urocordylidae. Selon Paleobiology Database en 2022, ce genre est resté monotypique et la seule espèce est Crossotelos annulatus.

## Systématique
Le genre Crossotelos et l'espèce Crossotelos annulatus ont été publiés et décrits en 1902 par le paléontologue américain Ermine Cowles Case (d) (1871-1953). Il contient une seule espèce, Crossotelos annulatus,.

## Présentation
Crossotelos a vécu dans l'Oklahoma et le Texas modernes, aux États-Unis, à l'époque du Permien.